# Tondarlu
Tondarlu – wieś w Iranie, w ostanie Azerbejdżan Zachodni, w szahrestanie Takab. W 2006 roku liczyła 58 mieszkańców.